# Esclusione della prova liberatoria
L'esclusione della prova liberatoria è un istituto giuridico previsto dall'ordinamento penale italiano e regolamentato dall'art. 596 del codice penale. Esso prevede che l'accusato dei delitti di ingiuria e diffamazione non è ammesso a provare, a sua discolpa, la verità o la notorietà del fatto attribuito alla persona offesa.

## Storia
Nel diritto penale romano, l'espressione latina exceptio veritatis (eccezione di verità) veniva usata per indicare la facoltà di chi era accusato dei reati di ingiuria o di diffamazione (o di altri reati analoghi attinenti) di dimostrare la verità dei fatti attribuiti; alternativamente, si intendeva per essa la causa di giustificazione o di non punibilità dei detti reati.
L'espressione rimane in uso nel linguaggio comune come eredità del diritto romano.

## Disciplina normativa generale
L'art. 596, comma terzo, prevede un'eccezione: quando l'offesa consiste nell'attribuzione di un fatto determinato, la prova della verità del fatto medesimo è sempre ammessa nel procedimento penale. A norma del quarto comma, se la verità del fatto è provata o se il fatto ha successivamente determinato la condanna della persona a cui è stato attribuito, l'autore dell'imputazione non è punibile, salvo che i modi usati non integrino di per sé stessi il reato di diffamazione. Si fa riferimento a tale eccezione con la locuzione latina exceptio veritatis.

## Eccezioni
Quando l'offesa consiste nella attribuzione di un fatto determinato, la prova della verità del fatto medesimo è però sempre ammessa nel procedimento penale in uno fra i seguenti casi:
- se la persona offesa è un pubblico ufficiale e il fatto a esso attribuito si riferisce all'esercizio delle sue funzioni;
- se per il fatto attribuito alla persona offesa è tuttora aperto o si inizia contro di essa un procedimento penale;
- se il querelante domanda formalmente che il giudizio si estenda ad accertare la verità o la falsità del fatto ad esso attribuito.

Se la verità del fatto è provata, o se per esso la persona a cui il fatto è attribuito è per esso condannata dopo l'attribuzione del fatto medesimo, l'autore della imputazione non è punibile, salvo che i modi usati non rendano per sé stessi applicabili le disposizioni dell'articolo 594, comma primo, ovvero dell'articolo 595 comma primo.

## La giurisprudenza in merito
La Corte Costituzionale, in data 5 luglio 1973, ha confermato la legittimità di tale normativa.
Per quello che riguarda il web, la Cassazione è però in questo momento orientata a letture meno restrittive della norma, ammettendo la facoltà di dimostrare anche quei fatti che rispettano i criteri richiesti dalla legge sulla stampa, ossia
- rilevanza sociale e interesse pubblico alla divulgazione.
- rispondenza dell'informazione alla verità obiettiva (nei limiti in cui ciò sia accertabile);
- correttezza espressiva (continenza verbale tollerabile in conformità con i correnti livelli di “decenza espressiva”);
- pertinenza, ossia stretta attinenza a questioni di notorietà attuale (fatti di cronaca che hanno subito un determinato riscontro mediatico).